# Manuela Vellés
Manuela Vellés Casariego (Madrid, 16 gennaio 1987) è un'attrice spagnola.

## Biografia
Manuela Vellés proviene da una famiglia di artisti, scrittori e designer, ei suoi genitori sono architetti. Ha iniziato i suoi studi di recitazione teatrale presso la scuola del regista argentino Juan Carlos Corazza, nel corso "Teatro per giovani". Ha continuato la sua formazione con Jorge Eines, Augusto Fernandes e Fernando Leones e successivamente, nel 2010, ha frequentato la Scuola di recitazione di Londra. Oltre a lavorare come attrice, ha sviluppato una carriera parallela come musicista. Ha suonato canzoni in diversi film e serie e compone le sue canzoni alla chitarra.

## Filmografia

### Televisione
- Speciale Amar en tiempos revueltos (2008)
- Velvet - serie TV (2014-2017)
- Alto mare (Alta Mare) - serie TV, 16 episodi (2018-2019)

## Doppiatrici italiane
- Elisabetta Spinelli in Caótica Ana
- Joy Saltarelli in Velvet (ep.1x01-12)
- Eleonora Reti in Velvet (ep.1x13-3x05)